# Androcymbium
- Commons
- Wikispecies

Androcymbium Willd.  é um género botânico pertencente à família Colchicaceae.

## Sinonímia
- Erythrostictus  Schltdl.

## Espécies
- Androcymbium abyssinicum
- Androcymbium albanense
- Androcymbium albomarginatum
- Androcymbium asteroides
- Lista completo